# República Democrática del Congo en los Juegos Paralímpicos de Tokio 2020
La República Democrática del Congo estuvo representada en los Juegos Paralímpicos de Tokio 2020 por dos deportistas, un hombre y una mujer. El equipo paralímpico congoleño no obtuvo ninguna medalla en estos Juegos.